# Warstwiak zwęglony

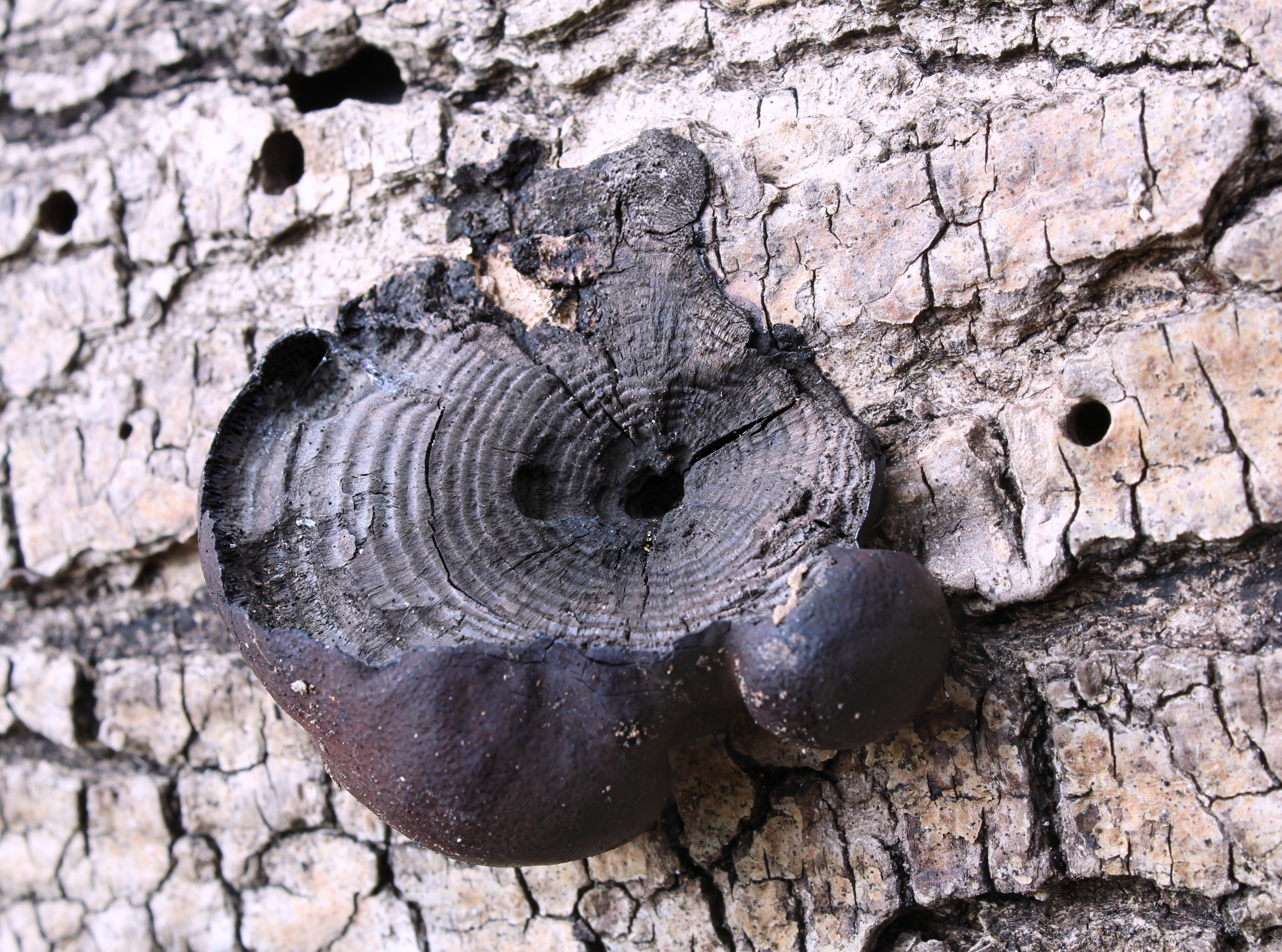
Na przekroju poprzecznym jest strefowany

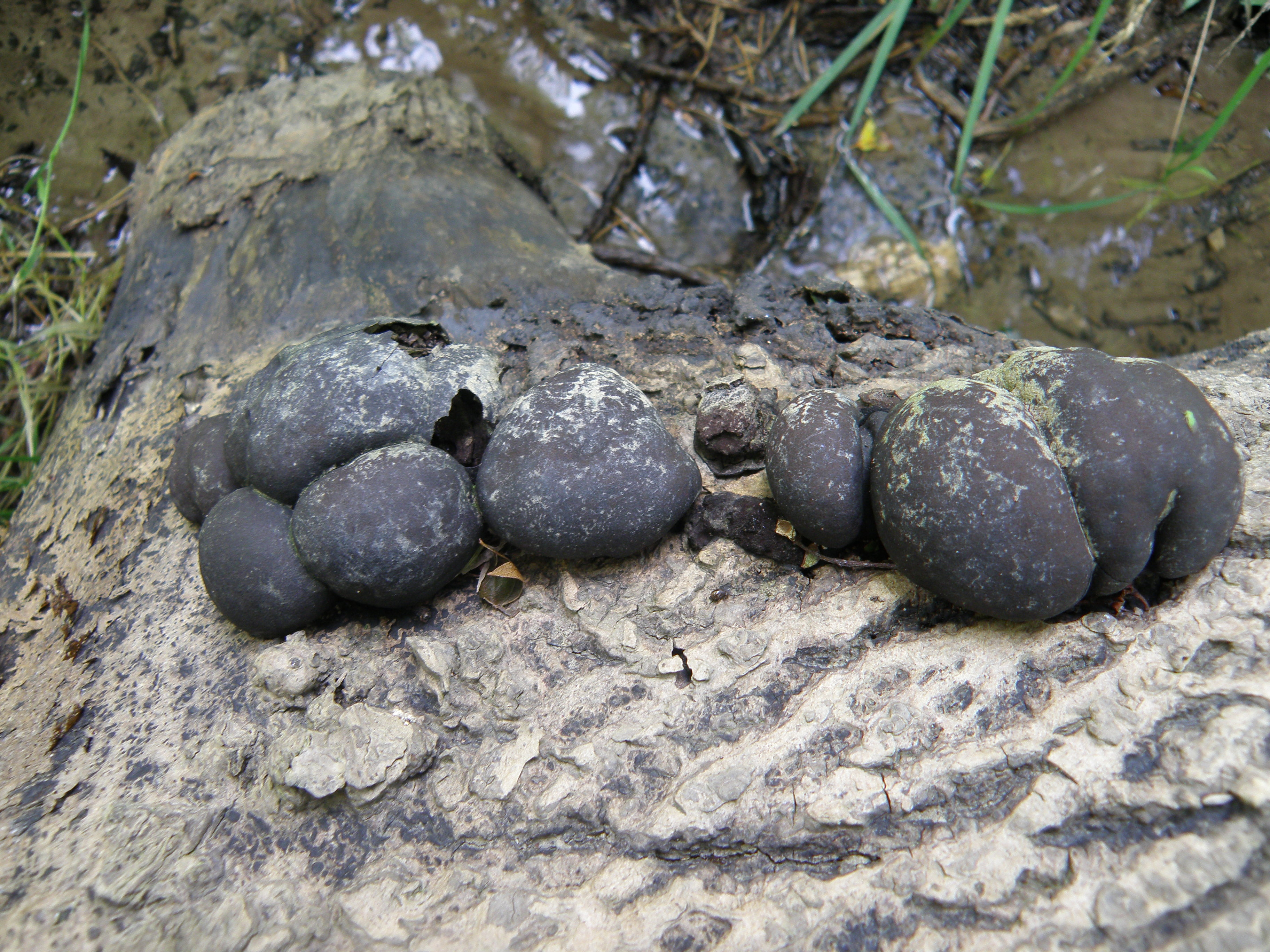

Warstwiak zwęglony Daldinia concentrica (Bolton) Ces. & De Not. – gatunek grzybów z rodziny Hypoxylaceae.

## Systematyka i nazewnictwo
Pozycja w klasyfikacji według Index Fungorum: Daldinia, Hypoxylaceae, Xylariales, Xylariomycetidae, Sordariomycetes, Pezizomycotina, Ascomycota, Fungi.
Po raz pierwszy zdiagnozował go w 1792 r. James Bolton, nadając mu nazwę Sphaeria concentrica. Obecną, uznaną przez Index Fungorum nazwę nadali mu Vincenzo de Cesati i Giuseppe De Notaris w 1863 r.
Synonimów ma ok. 30. Niektóre z nich:
- Daldinia intermedia (Lloyd) Child 1932
- Daldinia tuberosa (Scop.) J. Schröt. 1881
- Hemisphaeria tuberosa (Scop.) Kuntze 1898
- Hypoxylon concentricum (Bolton) Grev. 1827
- Hypoxylon tuberosum (Scop.) Wettst. 1885
- Stromatosphaeria concentrica (Bolton) Grev. 1827

## Morfologia i rozmnażanie
Podkładka
Podkładki zwykle występują w grupach. Są kuliste lub nieregularnie bulwiaste o średnicy 3–6 cm. Początkowo mają barwę czerwonobrązową, potem stopniowo ciemnieją i w końcu stają się czarne, wówczas wyglądają, jak gdyby były zwęglone. Na poprzecznym przekroju są włóknisto-kruche, brązowoczarne i wyraźnie warstwowane. Mają konsystencję węgla drzewnego. Starsze okazy stają się wewnątrz puste. Powierzchnia gładka, czasami pomarszczona.
Podkładka jest wieloletnia i stąd pochodzi jej koncentryczne strefowanie (w jednym sezonie wegetacyjnym powstaje jedna warstwa). W młodych, jeszcze brązowych podkładkach wytwarzane są bezpłciowo niemal bezbarwne zarodniki typu konidium. Na powierzchni dojrzałych, czarnych podkładek można dostrzec drobne, wyglądające jak pryszcze owocniki typu perytecjum. Są ukryte pod pojedynczą warstwą ściany owocnika, na zewnątrz podkładki wystaje tylko ich wylot. Średnica perytecjum wynosi 0,5–0,8 mm, a jego otwór jest tak drobny, że dostrzec go można tylko przy dużym powiększeniu. W perytecjach powstają płciowo zarodniki zwane askosporami. Wydobywają się głównie w nocy. Pod wpływem wilgoci powietrza następuje pęcznienie askospor, które przez otwór wyciskane są na zewnątrz, a na miejscu wydalonych askospor rozrasta się nowy worek. Przy bezwietrznych warunkach zlepione askospory tworzą skręconą długą linę. Wytwarzane są w tak dużych ilościach, że wokół podkładek zabarwiają na czarno otoczenie. Co roku tworzona jest nowa warstwa perytecjów. Zarodniki produkowane są od późnej wiosny do jesieni.
Budowa mikroskopowa
Worki cylindryczne o rozmiarach 100–130 × 7–8 μm, jednotunikowe. Askospory o kształcie od szerokoeliptycznego do fasolkowatego, ciemnobrązowe, o rozmiarach 13–15 × (6) 6,5–7 μm.
Gatunki podobne
- zgliszczak pospolity (Kretzschmaria deusta). Ma spłaszczone podkładki o średnicy do 15 cm, na przekroju szarawe i nie strefowane[3].
- drewniak szkarłatny (Hypoxylon fragiforme). Ma mniejsze podkładki, nie strefowane i nigdy nie tak czarne (co najwyżej brązowoczarne)[3]
- tzw. drewniak wielokształtny (Annulohypoxylon multiforme). Ma silnie spłaszczone podkładki z większymi perytecjami, tworzącymi wyraźne wypukłości.

## Występowanie i siedlisko
Występuje na wszystkich kontynentach (poza Antarktydą), a także na wielu wyspach. W Europie Środkowej i w Polsce jest częsty, ale regionalnie występuje w rozproszeniu.
Saprotrof rosnący na martwym drewnie drzew liściastych, głównie na świeżym, rzadko na próchniejącym.